# Парламентарни избори у Аустрији 1923.
Аустријски парламентарни избори 1923. су други парламентарни избори у историји Аустрије који су одржани 21. октобра 1923. Хришћанска социјална партија (CV) је добила највише гласова и посланичких места под вођством Игнаца Зајпела. На другом је била Социјалдемократска радничка партија (SPÖ). Број посланичких места је смањен са 183 на 165.

## Резултати избора
Резултати парламентарних избора у Аустрији 1923.
| Политичка партија                                                       | гласова   | гласова  | %     | %     | број посланика | број посланика |
| Политичка партија                                                       | 1923      | ±        | 1923  | ±     | 1923           | ±              |
| ----------------------------------------------------------------------- | --------- | -------- | ----- | ----- | -------------- | -------------- |
| Хришћанска социјална партија ()                                         | 1.459.047 | +213.516 | 44,05 | +2,25 | 82             | -3             |
| Социјалдемократска радничка партија ()                                  | 1.311.870 | +239.161 | 39,60 | +3,61 | 68             | -1             |
| Коалиција Велика Немачка народна странка () - Ландбунд                  | 259.375   | -        | 7,83  | -     | 10             | +10            |
| Заједничка листа Корушке                                                | 95.465    | -        | 2,88  | -     | 5              | +5             |
| Остале партије                                                          | 186.849   | -        | 5,64  | -     | 0              | 0              |
| Укупно                                                                  | 3.312.606 |          | 100   |       | 165            |                |
| Извори: Резултати парламентарних избора у Аустрији 1919-1930, Аустрија, |           |          |       |       |                |                |

- Од 3.849.484 регистрованих гласача на изборе је изашло 87,05%